# Bernie Harris
C. Bernard Harris, detto Bernie (Roanoke, 26 novembre 1950), è un ex cestista e allenatore di pallacanestro statunitense, professionista nella NBA.

## Carriera
Venne selezionato dai Buffalo Braves al quarto giro del Draft NBA 1974 (63ª scelta assoluta).

## Palmarès

### Giocatore
- Campionato finlandese: 1

Turun NMKY: 1981-82